# Rhabdomastix minicola
Rhabdomastix minicola là một loài ruồi trong họ Limoniidae. Chúng phân bố ở miền Cổ bắc.